# Hłuboczek Wielki

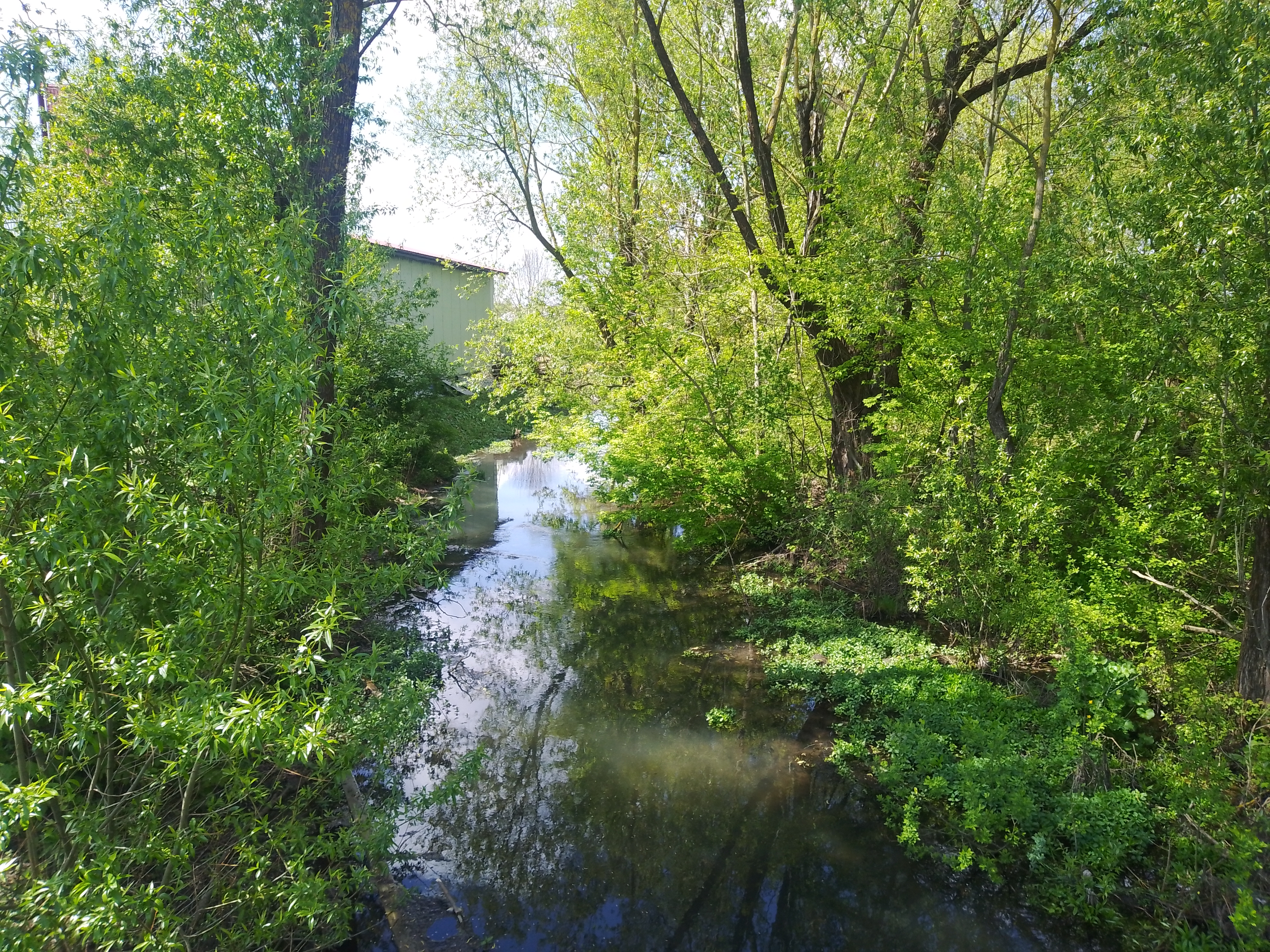
Rzeka Nesteriwka

Hłuboczek Wielki (ukr. Великий Глибочок) – wieś w rejonie tarnopolskim obwodu tarnopolskiego, założona w 1557 r. Położona nad rzeką Nesteriwka. W latach 1984–1991 osiedle typu miejskiego. Wieś liczy 2444 mieszkańców.
Znajduje się tu stacja kolejowa Hłuboczek Wielki, położona na linii Tarnopol - Lwów.

## Historia
W II Rzeczypospolitej miejscowość była siedzibą gminy wiejskiej Hłuboczek Wielki w powiecie tarnopolskim województwa tarnopolskiego. W skład wsi od 1922 r. wchodziła kolonia Sienkiewiczówka.
W dniu 17 września 1939 roku stacjonujący tu Legion Czechów i Słowaków został zbombardowany przez lotnictwo słowackie. W jego wyniku zginął aspirant Vítězslav Grünbaum.
W latach 1939–1940 w tutejszych kamieniołomach istniał obóz dla polskich jeńców. W lutym 1940 NKWD zesłało na Syberię 3 polskie rodziny (9 osób). W latach 1941–1944 nacjonaliści ukraińscy z OUN-UPA zamordowali tutaj 30 Polaków.
Podczas okupacji niemieckiej we wsi istniał obóz pracy dla Żydów. 23 lipca 1943 Niemcy i policjanci ukraińscy zlikwidowali obóz zabijając 640 więźniów.
W latach 50. XX w. wyburzono budynki Sienkiewiczówki.